# Agua Nueva, Michoacán de Ocampo
Agua Nueva är en ort i Mexiko.   Den ligger i kommunen Zitácuaro och delstaten Michoacán de Ocampo, i den södra delen av landet, 130 km väster om huvudstaden Mexico City. Agua Nueva ligger 2 198 meter över havet och antalet invånare är 150.
Terrängen runt Agua Nueva är huvudsakligen kuperad, men österut är den bergig. Runt Agua Nueva är det tätbefolkat, med 319 invånare per kvadratkilometer. Närmaste större samhälle är Heróica Zitácuaro, 10,6 km söder om Agua Nueva. Omgivningarna runt Agua Nueva är en mosaik av jordbruksmark och naturlig växtlighet.